# 1990–1991-es kupagyőztesek Európa-kupája
A KEK 1990–1991-es szezonja volt a kupa 31. kiírása. A győztes a Manchester United FC lett, miután a döntőben 2–1-re legyőzte az FC Barcelona együttesét.

## Selejtező
| 1. csapat          | Össz. | 2. csapat   | 1. mérk. | 2. mérk. |
| ------------------ | ----- | ----------- | -------- | -------- |
| Bray Wanderers AFC | 1–3   | Trabzonspor | 1–1      | 0–2      |

## Első forduló
| 1. csapat                | Össz.                 | 2. csapat           | 1. mérk. | 2. mérk.   |
| ------------------------ | --------------------- | ------------------- | -------- | ---------- |
| Néa Szalamína Ammohósztu | 0–5                   | Aberdeen FC         | 0–2      | 0–3        |
| KP Legia Warszawa        | 6–0                   | FC Swift Hesperange | 3–0      | 3–0        |
| Olimbiakósz              | 5–1                   | KS Flamurtari       | 3–1      | 2–0        |
| 1. FC Kaiserslautern     | 1–2                   | UC Sampdoria        | 1–0      | 0–2        |
| Manchester United FC     | 3–0                   | Pécsi MSC           | 2–0      | 1–0        |
| Wrexham AFC              | 1–0                   | Lyngby BK           | 0–0      | 1–0        |
| Montpellier HSC          | 1–0                   | PSV Eindhoven       | 1–0      | 0–0        |
| Glentoran FC             | 1–6                   | FC Steaua București | 1–1      | 0–5        |
| KuPS                     | 2–6                   | Gyinamo Kijev       | 2–2      | 0–4        |
| Sliema Wanderers FC      | 1–4                   | AC Dukla Praha      | 1–2      | 0–2        |
| Fram                     | 4–1                   | Djurgårdens IF      | 3–0      | 1–1        |
| Trabzonspor              | 3–7                   | FC Barcelona        | 1–0      | 2–7        |
| Viking FK                | 0–5                   | RFC de Liège        | 0–2      | 0–3        |
| CF Estrela da Amadora    | 2–2 (11-esekkel: 4–3) | Neuchâtel Xamax     | 1–1      | 1–1 (h.u.) |
| PSV Schwerin             | 0–2                   | FK Austria Wien     | 0–2      | 0–0        |
| FK Szliven               | 1–8                   | Juventus FC         | 0–2      | 1–6        |

## Második forduló
| 1. csapat            | Össz. | 2. csapat             | 1. mérk. | 2. mérk. |
| -------------------- | ----- | --------------------- | -------- | -------- |
| Aberdeen FC          | 0–1   | KP Legia Warszawa     | 0–0      | 0–1      |
| Olimbiakósz          | 1–4   | UC Sampdoria          | 0–1      | 1–3      |
| Manchester United FC | 5–0   | Wrexham AFC           | 3–0      | 2–0      |
| Montpellier HSC      | 8–0   | FC Steaua București   | 5–0      | 3–0      |
| Gyinamo Kijev        | 3–2   | AC Dukla Praha        | 1–0      | 2–2      |
| Fram                 | 1–5   | FC Barcelona          | 1–2      | 0–3      |
| RFC de Liège         | 2–1   | CF Estrela da Amadora | 2–0      | 0–1      |
| FK Austria Wien      | 0–8   | Juventus FC           | 0–4      | 0–4      |

## Negyeddöntő
| 1. csapat            | Össz. | 2. csapat       | 1. mérk. | 2. mérk. |
| -------------------- | ----- | --------------- | -------- | -------- |
| KP Legia Warszawa    | 3–2   | UC Sampdoria    | 1–0      | 2–2      |
| Manchester United FC | 3–1   | Montpellier HSC | 1–1      | 2–0      |
| Gyinamo Kijev        | 3–4   | FC Barcelona    | 2–3      | 1–1      |
| RFC de Liège         | 1–6   | Juventus FC     | 1–3      | 0–3      |

## Elődöntő
| 1. csapat         | Össz. | 2. csapat            | 1. mérk. | 2. mérk. |
| ----------------- | ----- | -------------------- | -------- | -------- |
| KP Legia Warszawa | 2–4   | Manchester United FC | 1–3      | 1–1      |
| FC Barcelona      | 3–2   | Juventus FC          | 3–1      | 0–1      |

## Döntő
| 1991. május 15. 20:15 |

| Manchester United | 2–1 (h. u.) | Barcelona  |
| ----------------- | ----------- | ---------- |
| Hughes 67' 74'    | (0–0)       | Koeman 79' |

| Feijenoord Stadion, Rotterdam Nézőszám: 43 500 Játékvezető: Bo Karlsson (svéd) |

| Az 1990–1991-es kupagyőztesek Európa-kupája győztese |
| ---------------------------------------------------- |
| Manchester United 1. cím                             |